# Crimson Peak
Crimson Peak is een Amerikaanse horrorfilm uit 2015, geregisseerd door Guillermo del Toro. De film werd geproduceerd door Legendary Pictures en gedistribueerd door Universal Pictures.

## Verhaal
In het begin van de 20ste eeuw wordt de Amerikaanse schrijfster Edith Cushing verliefd op de charmante Britse Sir Thomas Sharpe. Als ze met hem trouwt gaat ze bij hem wonen in zijn sprookjesachtig huis ver van de bewoonde wereld boven op een bergachtig gebied in de graafschap Cumbria in het noordwesten van Engeland. Al snel komt Edith tot de ontdekking dat er binnen in zijn mysterieus huis vreemde onverklaarbare dingen gebeuren en beseft ze dat Thomas niet de man is die hij lijkt te zijn.

## Rolverdeling
| Acteur           | Personage          |
| ---------------- | ------------------ |
| Mia Wasikowska   | Edith Cushing      |
| Jessica Chastain | Lucille Sharpe     |
| Tom Hiddleston   | Thomas Sharpe      |
| Charlie Hunnam   | Dr. Alan McMichael |
| Jim Beaver       | Carter Cushing     |
| Burn Gorman      | Holly              |
| Leslie Hope      | Mevr. McMichael    |